# Alexandre Golts
Pour les articles homonymes, voir Golts.
Alexandre Matveïevitch Golts (en russe : Александр Матвеевич Гольц) est un expert russe indépendant, analyste des questions militaires, géopolitiques et géostratégiques, observateur de son pays, la fédération de Russie. Il est né le 26 octobre 1955 à Moscou. Ancien officier, il a pu observer les forces et faiblesses des anciennes armées soviétiques (l'Armée rouge) de l'intérieur. Il a commencé sa carrière d'analyste par des articles publiés dans l'Étoile rouge, le journal du ministère de la défense russe, puis dans l'hebdomadaire Itogui (de). Il est rédacteur en chef adjoint du site indépendant Ejednevny Journal.

## Un observateur sceptique de la géopolitique russe
Très critique vis-à-vis des efforts russes dépensés pour faire renaître de vraies capacités militaires, il multiplie en 2008 les déclarations montrant son scepticisme. Son analyse géopolitique correspond à celle du jeune État russe, empêtré selon lui dans des problèmes de corruption non réglés aggravés par l'inflation.
En 2015, Alexandre Golts juge « aberrant » le renforcement militaire russe en Crimée : « Deux logiques sont à l'œuvre. D'une part, signaler que la Crimée est pour toujours russe ; c'est plus facile d'installer des divisions que d'améliorer le niveau de vie de la population. D'autre part, le Kremlin s'est lui-même persuadé qu'il existait une menace de l'Otan ».
Fin 2017, à l'amorce du retrait partiel des troupes russes en Syrie, Alexandre Golts explique qu'« il est essentiel pour Poutine d'apparaître en tant que vainqueur militaire et dirigeant d'une puissance mondiale auprès des citoyens russes qui vont voter pour lui » à l'élection présidentielle russe de 2018. Il ajoute que « cette guerre a commencé pour des raisons politiques et puisqu'il s'agit d'une guerre politique, elle s'est achevée par une décision politique des autorités russes ».

## Un analyste incisif de l'armée russe
Alexandre Golts note l'amélioration des capacités militaires de terrain de l'armée russe, entre les guerres de Tchétchénie et de Géorgie: des unités plus cohérentes, entières, bien équipées, composées de conscrits entraînés, mais sans soutien d'hélicoptères de combat.
Il considère que les occidentaux ne peuvent pas faire grand chose pour empêcher la Russie de geler le conflit dans l'est de l'Ukraine, le meilleur modèle de conflit gelé étant pour le Kremlin la Transnistrie.

## Menaces terroristes
À l'approche de la coupe du monde de football de 2018, Alexandre Golts prévient que « la menace d'attentat en Russie est très réelle » et rappelle : « Les autorités disent qu'elles ont réussi à détruire l'EI. Mais plusieurs milliers de (jihadistes) russes ont participé aux combats et aujourd'hui, ils commencent à rentrer en Russie ».